# Gondoriz (Arcos de Valdevez)
Gondoriz es una freguesia portuguesa del concelho de Arcos de Valdevez, con 36,22 km² de superficie y 1.109 habitantes (2001). Su densidad de población es de 30,6 hab/km².